# Frances Tiafoe
Frances Tiafoe Jr. (Hyattsville, Maryland; 20 de enero de 1998) es un tenista profesional estadounidense de ascendencia sierraleonesa. Su mayor logro fue llegar a las semifinales del Abierto de Estados Unidos 2022, donde perdió frente al español Carlos Alcaraz después de haber ganado en cuarta ronda al ganador de 22 Grand Slam en ese momento; el campeón español Rafael Nadal.También ganó 2 warriors seguidos en 2025. En 2024 volvió a llegar a las semifinales, esa vez perdiendo con su compatriota Taylor Fritz.

## Inicios
Hijo de inmigrantes procedentes de Sierra Leona, Tiafoe se crio en el Junior Tennis Champions Center, un centro de entrenamiento regional en College Park, Maryland, donde su padre trabajaba como jefe de mantenimiento. Sus primeros éxitos durante la adolescencia le llevaron a ser considerado como una gran promesa del tenis estadounidense. A los 15 años, ganó el torneo junior Orange Bowl de 2013, siendo el campeón individual masculino más joven de la historia del torneo. A los 17, se convirtió en el estadounidense más joven en formar parte del cuadro principal del Torneo de Roland Garros desde Michael Chang en 1989. Siendo aun adolescente, ganó el Campeonato Nacional Junior de Estados Unidos y tuvo éxito en el ATP Challenger Tour, llegando a jugar nueve finales y logrando una cantidad impresionante de cuatro títulos.

## Carrera
Su mejor clasificación individual es el N.º 10 alcanzado el 19 de junio de 2023.
Ha logrado hasta el momento tres títulos ATP 250. En Delray Beach 2018 venciendo en la final al alemán Peter Gojowczyk 61 64. En 2023 fue campeón en Stuttgart, en superficie sobre césped, al vencer el partido decisivo al alemán Jan Lennard Struff por 46 76 76, y en Houston, sobre polvo de ladrillo, donde venció en la final al argentino Tomás Etcheverry 76 76.
Fue finalista en dos ocasiones de ATP 500: en Viena en 2021, en donde perdió con el alemán Alexander Zverev por 75 64, y en Tokio en 2022, donde perdió con su compatriota Taylor Fritz 76 76. 

## ATP World Tour Masters 1000

#### Finalista (1)
| Año  | Torneo     | Superficie | Ind/Outdoor | Oponente en la final | Resultado   |
| 2024 | Cincinnati | Duro       | Outdoor     | Jannik Sinner        | 6-7(4), 2-6 |

## Títulos ATP (3; 3+0)

### Individual (3)
| Leyenda                         |
| Grand Slam (0)                  |
| ATP World Tour Finals (0)       |
| Next Gen ATP Finals (0)         |
| ATP World Tour Masters 1000 (0) |
| ATP World Tour 500 (0)          |
| ATP World Tour 250 (3)          |

| N.º | Fecha                 | Torneos      | Superficie    | Oponente en la final    | Resultado           |
| --- | --------------------- | ------------ | ------------- | ----------------------- | ------------------- |
| 1.  | 25 de febrero de 2018 | Delray Beach | Dura          | Peter Gojowczyk         | 6-1, 6-4            |
| 2.  | 9 de abril de 2023    | Houston      | Tierra batida | Tomás Martín Etcheverry | 7-6(1), 7-6(6)      |
| 3.  | 18 de junio de 2023   | Stuttgart    | Hierba        | Jan-Lennard Struff      | 4-6, 7-6(1), 7-6(8) |

#### Finalista (7)
| N.º | Fecha                 | Torneos    | Superficie    | Oponente en la final | Resultado      |
| --- | --------------------- | ---------- | ------------- | -------------------- | -------------- |
| 1.  | 6 de mayo de 2018     | Estoril    | Tierra batida | João Sousa           | 4-6, 4-6       |
| 2.  | 31 de octubre de 2021 | Viena      | Dura (i)      | Alexander Zverev     | 5-7, 4-6       |
| 3.  | 1 de mayo de 2022     | Estoril    | Tierra batida | Sebastián Báez       | 3-6, 2-6       |
| 4.  | 9 de octubre de 2022  | Tokio      | Dura          | Taylor Fritz         | 6-7(3), 6-7(2) |
| 5.  | 7 de abril de 2024    | Houston    | Tierra batida | Ben Shelton          | 5-7, 6-4, 3-6  |
| 6.  | 19 de agosto de 2024  | Cincinnati | Dura          | Jannik Sinner        | 6-7(4), 2-6    |
| 7.  | 6 de abril de 2025    | Houston    | Tierra batida | Jenson Brooksby      | 4-6, 2-6       |

### Dobles (0)
| Leyenda                   |
| Grand Slam (0)            |
| ATP Wourld Tour Final (0) |
| ATP Masters 1000 (0)      |
| ATP World Tour 500 (0)    |
| ATP World Tour 250 (0)    |

#### Finalista (1)
| N.º | Fecha               | Torneo  | Superficie    | Pareja       | Oponentes en la final          | Resultado        |
| --- | ------------------- | ------- | ------------- | ------------ | ------------------------------ | ---------------- |
| 1.  | 16 de abril de 2017 | Houston | Tierra batida | Dustin Brown | Julio Peralta Horacio Zeballos | 6-4, 5-7, [6-10] |

## Clasificación histórica

### Individuales
| Torneos de Grand Slam   |                 |                 |                 |                 |                 |                 |                 |                 |                 |       |      |         |         |      |
| Abierto de Australia    | A               | A               | A               | 2R              | 1R              | CF              | 1R              | 2R              | 2R              | 3R    | 2R   | 0 / 8   | 10-8    |      |
| Roland Garros           | A               | 1R              | A               | 1R              | 1R              | 1R              | 1R              | 1R              | 2R              | 3R    | 2R   | 0 / 9   | 4-9     |      |
| Wimbledon               | A               | A               | A               | 2R              | 3R              | 1R              | ND              | 3R              | 4R              | 3R    | 3R   | 0 / 7   | 12-7    |      |
| US Open                 | A               | 1R              | 1R              | 1R              | 2R              | 2R              | 4R              | 4R              | SF              | CF    | SF   |         | 0 / 9   | 17-9 |
| Ganados–Perdidos        | 0-0             | 0-2             | 0-1             | 2-4             | 3-4             | 5-4             | 3-3             | 6-4             | 10-4            | 10-4  |      | 0 / 33  | 43-33   |      |
| Torneos de final de año |                 |                 |                 |                 |                 |                 |                 |                 |                 |       |      |         |         |      |
| ATP Finals              | No se clasificó | No se clasificó | No se clasificó | No se clasificó | No se clasificó | No se clasificó | No se clasificó | No se clasificó | No se clasificó |       |      | 0 / 0   | 0-0     |      |
| ATP Tour Masters 1000   |                 |                 |                 |                 |                 |                 |                 |                 |                 |       |      |         |         |      |
| Indian Wells            | A               | A               | 2R              | 1R              | 1R              | 1R              | ND              | 3R              | 3R              | SF    | 3R   | 0 / 8   | 9-8     |      |
| Miami                   | A               | A               | A               | 2R              | 4R              | CF              | ND              | 4R              | 4R              | 3R    | 2R   | 0 / 7   | 13-7    |      |
| Montecarlo              | A               | A               | A               | A               | A               | A               | ND              | A               | A               | A     | A    | 0 / 0   | 0-0     |      |
| Madrid                  | A               | A               | A               | A               | A               | 3R              | ND              | A               | 1R              | 3R    | 2R   | 0 / 4   | 3-4     |      |
| Roma                    | A               | A               | A               | A               | 1R              | 1R              | A               | A               | 1R              | 3R    | 2R   | 0 / 5   | 1-5     |      |
| Canadá                  | A               | A               | A               | 1R              | 1R              | A               | ND              | 3R              | 2R              | 1R    | 1R   | 0 / 6   | 5-6     |      |
| Cincinnati              | A               | A               | A               | 3R              | 1R              | 2R              | 1R              | 2R              | 2R              | 2R    | F    | 0 / 8   | 11-8    |      |
| Shanghái                | A               | A               | A               | 2R              | 1R              | 1R              | No Disputado    | No Disputado    | No Disputado    | 2R    |      | 0 / 3   | 1-3     |      |
| París                   | A               | A               | A               | A               | 2R              | 1R              | A               | 1R              | CF              | 1R    |      | 0 / 4   | 4-4     |      |
| Ganados-Perdidos        | 0-0             | 0-0             | 1-1             | 4-5             | 6-7             | 6-7             | 0-1             | 8-5             | 8-7             | 8-6   | 6-6  | 0 / 47  | 47-47   |      |
| Representación nacional |                 |                 |                 |                 |                 |                 |                 |                 |                 |       |      |         |         |      |
| Juegos Olímpicos        | ND              | ND              | A               | No Disputada    | No Disputada    | No Disputada    | No Disputada    | 2R              | ND              | ND    | A    | 0 / 1   | 1-1     |      |
| Copa Davis              | A               | A               | A               | A               | SF              | A               | A               | RR              | CF              |       |      | 0 / 4   | 1-5     |      |
| United Cup              | Inexistente     | Inexistente     | Inexistente     | Inexistente     | Inexistente     | Inexistente     | Inexistente     | Inexistente     | Inexistente     | G     |      | 1 / 1   | 5-0     |      |
| Ganados–Perdidos        | 0-0             | 0-0             | 0-0             | 0-0             | 0-2             | 0-0             | 0-0             | 2-1             | 0-1             | 5-0   |      | 1 / 6   | 7-6     |      |
| Estadísticas            |                 |                 |                 |                 |                 |                 |                 |                 |                 |       |      |         |         |      |
|                         | 2014            | 2015            | 2016            | 2017            | 2018            | 2019            | 2020            | 2021            | 2022            | 2023  | 2024 | T/P     | G-P     |      |
| Torneos                 | 1               | 5               | 6               | 17              | 24              | 26              | 11              | 24              | 23              | 21    |      | 158     | 158     |      |
| Títulos                 | 0               | 0               | 0               | 0               | 1               | 0               | 0               | 0               | 0               | 2     |      | 3       | 3       |      |
| Finales                 | 0               | 0               | 0               | 0               | 2               | 0               | 0               | 1               | 2               | 2     |      | 7       | 7       |      |
| G–P en general          | 0-1             | 1-5             | 1-6             | 7-18            | 28-27           | 23-27           | 9-11            | 33-24           | 35-25           | 41-21 |      | 3 / 158 | 178-165 |      |
| Victorias %             | 0%              | 17%             | 14%             | 28%             | 51%             | 46%             | 45%             | 58%             | 58%             | 66%   |      | 2%      | 52%     |      |

Leyenda
| G | F | SF | CF | #R | RR | C# | P# | NSC | NE | A | Z# | PO | O | P | B | ATP# | TI | TD | ND |

## Challenger y Futures (6+1)
| Leyenda           |
| ----------------- |
| Challengers (6+0) |
| Futures (1+0)     |

### Individuales (7)
| N.º | Fecha      | Torneo          | Superficie    | Oponente          | Resultado        |
| --- | ---------- | --------------- | ------------- | ----------------- | ---------------- |
| 1.  | 07.08.2016 | Granby          | Dura          | Marcelo Arévalo   | 6-1, 6-1         |
| 2.  | 09.10.2016 | Stockton        | Dura          | Noah Rubin        | 6-4, 6-2         |
| 3.  | 23.04.2017 | Sarasota        | Tierra batida | Tennys Sandgren   | 6-3, 6-4         |
| 4.  | 14.05.2017 | Aix-en-Provence | Tierra batida | Jérémy Chardy     | 6-3, 4-6, 7-6(5) |
| 5.  | 12.10.2020 | Parma           | Tierra batida | Salvatore Caruso  | 6-3, 3-6, 6-4    |
| 6.  | 13.06.2021 | Notthingam      | Hierba        | Denis Kudla       | 6-1, 6-3         |
| 7.  | 22.03.2015 | USA F10         | Dura          | Maxime Tabatruong | 6-1, 6-2         |

#### Finalista en individuales (7)
| N.º | Fecha      | Torneo      | Superficie    | Oponente           | Resultado           |
| --- | ---------- | ----------- | ------------- | ------------------ | ------------------- |
| 1.  | 03.05.2015 | Tallahassee | Tierra batida | Facundo Argüello   | 6-2, 6-7(5), 4-6    |
| 2.  | 15.11.2015 | Knoxville   | Dura (i)      | Daniel Evans       | 7-5, 1-6, 3-6       |
| 3.  | 30.04.2016 | Tallahassee | Tierra batida | Quentin Halys      | 7-6(6), 4-6, 2-6    |
| 4.  | 09.07.2016 | Winnetka    | Dura          | Yoshihito Nishioka | 3-6, 2-6            |
| 5.  | 31.07.2016 | Lexington   | Dura          | Ernesto Escobedo   | 2-6, 7-6(6), 6-7(3) |
| 6.  | 25.01.2015 | USA F5      | Tierra batida | Benjamin Balleret  | 5-7, 4-6            |
| 7.  | 29.03.2015 | USA F11     | Dura          | Dennis Novikov     | 6-7(4), 6-7(6)      |

### Dobles (0)

#### Finalista en dobles (1)
| N.º | Fecha      | Torneo | Superficie    | Compañero        | Oponentes            | Resultado           |
| --- | ---------- | ------ | ------------- | ---------------- | -------------------- | ------------------- |
| 1.  | 19.01.2014 | USA F2 | Tierra batida | William Blumberg | Jason Jung Evan King | 7-6(4), 4-6, [6-10] |

## Lista de clasificación ATP al final de la temporada
| Año                     | 2015 | 2016 | 2017 | 2018 | 2019 | 2020 | 2021 | 2022 | 2023 | 2024 |
| Ranking en individuales | 176  | 108  | 79   | 39   | 47   | 59   | 38   | 19   | 16   |      |